# Heteropappus
Heteropappus là một chi thực vật có hoa trong họ Cúc (Asteraceae).

## Loài
Chi Heteropappus gồm các loài: